# Marcusenius devosi
Marcusenius devosi är en fiskart som beskrevs av Kramer, Skelton, van der Bank och Michael Wink 2007. Marcusenius devosi ingår i släktet Marcusenius och familjen Mormyridae. IUCN kategoriserar arten globalt som otillräckligt studerad. Inga underarter finns listade i Catalogue of Life.